# Cycnoderus rufithorax
Cycnoderus rufithorax là một loài bọ cánh cứng trong họ Cerambycidae.